# Copa Asobal 2006
La XVII edición de la Copa Asobal se celebró entre el 21 y el 22 de diciembre de 2006, en el Palacio de los Deportes de León.
En ella participaron el Ademar León como equipo anfitrión y los tres primeros equipos de la Liga ASOBAL 2005-06, que fueron el Balonmano Ciudad Real, el Portland San Antonio y el FC Barcelona-Cifec.
Este campeonato se jugó por concentración bajo la fórmula de eliminatoria a partido único (en semifinales y final), y el emparejamiento de las semifinales se estableció por sorteo puro. El equipo campeón adquirió el derecho a participar en la Liga de Campeones.

## Eliminatorias
|  | Semifinales           | Semifinales           | Semifinales           |                       |                      | Final                | Final | Final |  |
|  |                       |                       |                       |                       |                      |                      |       |       |  |
|  |                       |                       |                       |                       |                      |                      |       |       |  |
|  | Ademar León           | Ademar León           | 28                    |                       |                      |                      |       |       |  |
|  | Ademar León           | Ademar León           | 28                    |                       |                      |                      |       |       |  |
|  | Portland San Antonio  | Portland San Antonio  | 30                    |                       |                      |                      |       |       |  |
|  | Portland San Antonio  | Portland San Antonio  | 30                    |                       | Portland San Antonio | Portland San Antonio | 27    |       |  |
|  |                       |                       |                       |                       | Portland San Antonio | Portland San Antonio | 27    |       |  |
|  |                       |                       | Balonmano Ciudad Real | Balonmano Ciudad Real | 29                   |                      |       |       |  |
|  | FC Barcelona-Cifec    | FC Barcelona-Cifec    | Balonmano Ciudad Real | Balonmano Ciudad Real | 29                   | 32                   |       |       |  |
|  | FC Barcelona-Cifec    | FC Barcelona-Cifec    |                       |                       |                      | 32                   |       |       |  |
|  | Balonmano Ciudad Real | Balonmano Ciudad Real | 33                    |                       |                      |                      |       |       |  |
|  | Balonmano Ciudad Real | Balonmano Ciudad Real | 33                    |                       |                      |                      |       |       |  |
|  |                       |                       |                       |                       |                      |                      |       |       |  |

| Castilla-La Mancha                       |
| Campeón Balonmano Ciudad Real 4.º título |